# デルコ・エレクトロニクス
デルコ・エレクトロニクス・コーポレーション（Delco Electronics Corporation ）は電子機器の開発・製造をおこなっていた会社。1909年、米国オハイオ州デイトンに創立。1920年からゼネラルモーターズ(GM)子会社、以降GM傘下での合併などで子会社内を移動。1926年「デルコ＝レミー」、1985年「GM・ヒュー・エレクトロニクス(GMHE)」社内事業部、1997年「デルファイ・オートモーティブ・システムズ」。現在はGMの一部門ACデルコなどでブランド名として使用されている。

## デルコの発祥
『デルコ(DELCO)』とは、当初は、その前身企業である『Dayton Engineering Laboratories Co(デイトン・エンジニアリング・ラボラトリーズ・コーポーレション)』の略称だった。「デイトン・エンジニアリング・ラボラトリーズ・コーポーレション」はNCRの開発部門に属し、電動キャッシュレジスターを発明していたチャールズ・ケタリングと、同じくNCRでケタリングの上司であり、のちNCR会長になるエドワード・A・ディーズにより1909年に設立され、自動車の電子機器類で数々の貢献をしている。

## 独立企業時代のデルコの革新的な発明品

### セルフスターター
有名なものでは、世界初となった自動車用セルフスターターで、それまでの厄介で危険なクランク棒による始動を置き換えた。これは、1912年のヘンリー・リーランドが総支配人だった時代のキャデラックに装備されたのが世界初で、1914年には世界中の9割の自動車はデルコのセルフスターターを使用するまでになっていた。

### バッテリー・イグニッション・システム

#### 自動車用
信頼性あるものとしては世界初であったバッテリー・イグニッション・システムを1910年に開発した。これはコイルとバッテリーを使うものでこの「バッテリー・イグニッション・システム」の発明は米国では特に高価だったボッシュのマグネット点火装置を置き換えるものとなった。

#### 航空機用
第一次世界大戦中には、ジェシー・ビンセントとE・J・ホールがホール・スコット・モーター・カンパニーで設計し、パッカード、リンカーン、フォード、ゼネラルモーターズ、ノーダイク・マーモンなどが製作した航空機用リバティエンジンのイグニッション・システムを開発・改良している。また、世界初の航空機用合成燃料も開発した。

## GM傘下企業
デルコは1920年にゼネラルモーターズに売却された。ケタリングはGMに属したが、GMの研究子会社の副社長となっている。デルコは、1926年にレミー・エレクトリックと合併され、『デルコ＝レミー(Delco-Remy)』となった。
デルコは、1936年、ダッシュボードに装備するカーラジオの生産をはじめた最初の会社となる。1970年には、自動車電子機器の主要なサプライヤーとなっていた。インディアナ州コーコモーを拠点とし、ピーク時には3万人の社員を擁していた。
ゼネラルモーターズはカリフォルニア州サンタバーバーラに1962年に設立されたGM防衛研究部門「ゼネラルモーターズ・ディフェンス・リサーチ・ラボラトリーズ」(General Motors Defense Research Laboratories)は、のちデルコ・エレクトロニクス傘下となり、名前を「デルコ・システムズ・オペレーションズ」となった。
1985年12月31日、GMがヒューズ・エアクラフト社(ハワード・ヒューズ)を買収した際、デルコ・エレクトロニクスと合併させ、ゼネラルモーターズ・ヒューズ・エレクトロニクス・コーポレーション(GMHE)とした。GMHEは、社内事業部として「デルコ・エレクトロニクス・コーポレーション」、ヒューズ・エアクラフト・カンパニー(Hughes Aircraft Company)、ヒューズ・スペース・アンド・コミュニケーションズ・カンパニー(Hughes Space and Communications Company)、ヒューズ・ネットワーク・システムズ・インク(Hughes Network Systems, Inc.)とした。のち、ディレクTV・インク(DIRECTV, Inc.)が追加される。
1997年には、デルコ・エレクトロニクスの商用事業部分(以前のデルコ・エレクトロニクスの事業)は同じGM傘下のデルファイ・オートモーティブ・システムズに移された。1997年末には、GMHEの防衛事業部門(以前のヒュー航空機・ミサイル事業)はレイセオンに売却された。最後まで残った事業はGM傘下にヒューズ・エレクトロニクス名で残った。
デルファイは1999年に独立企業として市場に株を公開している。デルコのブランド名はデルファイ子会社で継続して使用されている。2005年10月8日にデルファイは倒産し、現在、企業再建で有名なスティーブ・ミラーをCEOとして再建中。(ミラーは直前はベツレヘム・スチール社の再建に手を貸し最終的にはオランダのミタルスチールに売却をしている。)

## デルコ・ブランド
デルコ・エレクトロニクスはすでに会社としては存続していないが、GMではデルコの名前とその使用の権利を保持しており、ACデルコパーツ部門などの子会社で使用している。